# Dražen Besek
Dražen Besek (* 10. März 1963 in Varaždin) ist ein ehemaliger kroatischer Fußballspieler und nunmehriger -trainer.

## Karriere

### Als Spieler
Besek begann seine Karriere beim NK Varteks Varaždin. Zur Saison 1984/85 wechselte er innerhalb Jugoslawiens zum Zweitligisten NK Olimpija Ljubljana. Mit Ljubljana stieg er zu Saisonende jedoch aus der zweithöchsten jugoslawischen Spielklasse ab. Nach dem Abstieg wechselte er 1985 zum Erstligisten Dinamo Zagreb, für den er fünfeinhalb Jahre spielte.
In der Winterpause der Saison 1990/91 schloss Besek sich dem französischen Drittligisten Stade de Vallauris an. Nach einem halben Jahr in Frankreich wechselte er im Sommer 1991 nach Dänemark zum Ikast FS, mit dem er 1993 in die Superliga aufstieg. Im Januar 1994 kehrte er zum NK Varteks Varaždin zurück, der seit der Unabhängigkeit Kroatiens in der 1. HNL antrat.
Im Sommer 1996 wechselte Besek zum österreichischen Bundesligisten SV Austria Salzburg. Sein Debüt in der Bundesliga gab er im September 1996, als er am siebten Spieltag der Saison 1996/97 gegen den FC Tirol Innsbruck in der 26. Minute für Dean Računica eingewechselt wurde. Im Oktober 1996 erzielte er bei einem 1:1-Remis gegen den SCN Admira/Wacker seinen ersten Treffer für Austria Salzburg. Insgesamt absolvierte er elf Bundesligaspiele für den Verein und erzielte dabei zwei Tore, zudem wurde er mit Salzburg in jener Saison Meister. Nach einer Saison in Österreich wechselte er 1997 ein drittes Mal zu Varteks Varaždin, wo er nach der Saison 1998/99 auch seine Karriere beendete.

### Als Trainer
Besek fungierte ab der Winterpause der Saison 1997/98 bis 1999 als Spielertrainer beim NK Varteks Varaždin. In der Rückrunde der Saison 1999/2000 trainierte er den Zweitligisten NK Čakovec, mit dem er in die 1. HNL aufstieg.
In der Saison 2001/02 trainierte er den Erstligisten NK Slaven Belupo Koprivnica, mit dem er in jener Saison den sechsten von 16 Tabellenrängen belegte. Zwischen 2002 und 2003 trainierte er erneut Varteks Varaždin. 2004 folgte mit Zagłębie Lubin in Polen seine erste Auslandsstation als Trainer. In der Saison 2006/07 fungierte er als Trainer in Slowenien beim NK Drava Ptuj.
Im August 2007 wurde Besek ein drittes Mal Trainer von Varteks Varaždin. Im Dezember 2009 wechselte er nach China und wurde Co-Trainer von Miroslav Blažević bei Shanghai Shenhua. Im August 2011 wurde er Cheftrainer von Shanghai Shenhua, das er bis Jahresende betreute.
Im März 2012 wurde er Trainer des kroatischen Erstligisten NK Zagreb. Diese Funktion hatte er bis September 2012 inne. Im Dezember 2012 kehrte er nach China zurück und übernahm den Trainerposten beim Zweitligisten Hunan Billows, den er bis Juli 2013 trainierte. Von Dezember 2013 bis August 2014 war er Trainer des ebenfalls zweitklassigen Klubs Wuhan Zall. 2015 trainierte er kurzzeitig Tianjin Songjiang.
Im Juni 2015 wurde er Trainer des kroatischen Erstligisten NK Osijek. Nach acht Spielen unter Besek, in denen Osijek fünf Punkte holte, trennte sich der Verein im September 2015 von ihm. Zwischen Dezember 2015 und Dezember 2016 trainierte Besek den maltesischen Verein FC Birkirkara.

## Erfolge
SV Austria Salzburg
- Österreichischer Meister: 1996/97